# Летка-Ноуе
Летка-Ноуе (рум. Letca Nouă) — село у повіті Джурджу в Румунії. Входить до складу комуни Летка-Ноуе.
Село розташоване на відстані 36 км на південний захід від Бухареста, 41 км на північний захід від Джурджу.

## Населення
За даними перепису населення 2002 року у селі проживали 1113 осіб.
Національний склад населення села:
| Національність | Кількість осіб | Відсоток |
| -------------- | -------------- | -------- |
| румуни         | 1075           | 96,6%    |
| цигани         | 38             | 3,4%     |

Рідною мовою назвали:
| Мова      | Кількість осіб | Відсоток |
| --------- | -------------- | -------- |
| румунська | 1091           | 98,0%    |
| циганська | 22             | 2,0%     |